# Semiotellus laevicollis
Semiotellus laevicollis är en stekelart som beskrevs av Thomson 1876. Semiotellus laevicollis ingår i släktet Semiotellus och familjen puppglanssteklar. Arten är reproducerande i Sverige. Inga underarter finns listade i Catalogue of Life.